# Пасарелски параклис „Свети Георги Победоносец“
Пасарелският параклис „Св. Георги Победоносец“ се намира в местността Стражарски дол на 2 километра от село Долни Пасарел, област София.
Там е лобното място на капитан Димитър Списаревски, загинал при въздушна отбрана на София. Първоначално е поставена масивна гранитна морена, а по-късно е изградена паметна арка с имената на загиналите български летци през Втората световна война. Изградени са малък навес и маси с пейки за отдих. Параклисното светилище, представляващо дървена къщичка върху стълб, се намира непосредствено до паметната плоча и символичния гроб на Димитър Списаревски.
През местността преминава екопътека „Лозенска планина“, свързваща Долни Пасарел, лобното място на капитан Списаревски, връх Половрак, Лозенския манастир и Лозен.